# Международная федерация флорбола
Международная федерация флорбола (англ. International Floorball Federation, IFF) — международная организация, ответственная за развитие и продвижение флорбола во всём мире, а также за координацию действий национальных федераций. Является организатором всех главных международных соревнований по флорболу. IFF также занимается разработкой официальных правил игры и организацией обучающих семинаров для тренеров, арбитров и организаторов.

## История
В 1981 году появляется первая национальная ассоциация — Шведская федерация флорбола. Неожиданно второй национальной ассоциацией в 1983 году становится Японская ассоциация флорбола. Символом японского флорбола стал Таканобу Йосино. В 1985 года национальные федерации были основаны в Швейцарии и Финляндии, а в 1986 году вместе со шведами они основали Международную федерацию флорбола IFF. Это событие произошло в шведском городе Хускварна. Первым президентом федерации стал глава Шведской федерации Андраш Цитром
В 1991 году к IFF присоединились Дания и Норвегия.
В 1992 году в Цюрихе IFF проводит свой первый конгресс, на котором новым президентом федерации избирают Пекку Мукала. В этом же году к федерации присоединяется Венгрия.
В 1993 году под эгидой IFF организуется первый клубный международный турнир — Европейский кубок. Новыми членами федерации становятся Чехия и Россия. В 1994 году был разыгран первый международный турнир среди сборных под эгидой IFF. Им стал Чемпионат Европы среди мужчин. Успех этого турнира увеличил число лицензированных IFF игроков с 10 000 до 23 000.
Флорбол в это время продолжает распространяться по всему миру. К IFF присоединяются Япония и США, а также Эстония, Германия и Латвия.
В 1995 году был организован первый Чемпионат Европы среди женщин, а также второй среди мужчин. В этом же году федерация расширяется за счёт Бельгии и Сингапура.
В 1996 году под эгидой IFF в Швеции прошёл первый в истории Чемпионат мира среди мужчин. В 1996 году к Международной федерации флорбола присоединилась первая страна из Океании — Австралия. На очередном конгрессе, прошедшем в Стокгольме, был переизбран президент. Новым главой федерации стал Томас Эрикссон. Офис IFF был перенесён в Швецию и в нём появился первый сотрудник — генеральный секретарь Штефан Кратц, до этого он, не являясь формально сотрудником, с 1986 года выполнял функции казначея и вице-президента.
В 1997 году был сыгран первый Чемпионат мира среди женщин. В это же время к IFF присоединяются Австрия, Великобритания и Польша.
Поскольку число членов IFF возросло, прошедший в 1998 году второй Чемпионат мира среди мужчин был разделён на два дивизиона — A и B.
В 1999 году членом IFF впервые стал представитель Южной Америки — Бразилия. Помимо неё к федерации присоединились Нидерланды и Словакия.
К концу 1990-х быстро набиравший в мире популярность флорбол стал достаточно известным, чтобы претендовать на профессиональное признание. В 2000 году IFF получила временное членство в GAISF (General Association of International Sports Federation).
В 2001 году впервые были организованы международные турниры для юных флорболистов. Юношеский чемпионат мира (для юношей до 19 лет) был проведён в Германии. Федерацию в этом году пополнили Испания, Италия, Словения, Канада и Новая Зеландия.
В 2002 году состоялся первый Университетский чемпионат мира по флорболу. В том же году новыми членами IFF стали Малайзия, Индия и Грузия.
В 2003 году IFF подала в Международный олимпийский комитет (МОК) заявку на признание. Эта заявка, однако, так и не была рассмотрена, поскольку МОК поменяла правила их рассмотрения. В этом же году IFF подписала антидопинговый кодекс ВАДА, а Франция вошла в состав федерации.
20 мая 2004 года IFF стала полным членом GAISF, сменившей название на СпортАккорд. В 2004 году также был сыгран первый Чемпионат мира среди девушек (до 19 лет). В этом же году новым членом IFF стал Пакистан.
В 2005 году впервые Чемпионат мира среди женщин прошёл за пределами Европы — в Сингапуре. В этом же году офис IFF был перенесён в Хельсинки, а число его сотрудников увеличилось с одного до трёх. Международная федерация флорбола начала разрабатывать программу развития, включающую в себя семинары для тренеров, арбитров и организаторов. В состав IFF вошли Южная Корея, Украина, Лихтенштейн и Исландия.
Также в 2005 году с целью ускорения развития флорбола в Азии и Океании IFF инициировала создание Конфедерации флорбола Азии и Океании (AOFC). Позднее офис AOFC расположился в Сингапуре.
В феврале 2006 году IFF обновила свой логотип и свой веб-сайт. К IFF присоединились Монголия и Армения.
В 2007 IFF приняло решения изменить календарь международных соревнований, чтобы способствовать дальнейшему развитию флорбола. Юношеский чемпионат мира был дополнен квалификационным турниром, а для Еврофлорбол-кубка (сменившего Европейский кубок) число квалификаций увеличилось с одной до трёх. Международная федерация школьного спорта в Чехии провела первый ISF Школьный чемпионат мира. В декабре IFF во второй раз подала заявка в МОК на признание. Членами федерации стали Молдова, Ирландия, Израиль, Сербия, Аргентина, Таиланд и Португалия.
11 декабря 2008 года МОК выдал IFF временное членство. Число сотрудников офиса увеличилось до пяти человек. Членом IFF стала первая страна из Африки — Сьерра-Леоне. Также к федерации присоединились Турция и Румыния. В 2009 году IFF пополнилась Беларусью, Ираном и Индонезией. IFF подписала обновлённый антидопинговый кодекс ВАДА. Также были приняты обновлённые правила игры, вступившие в силу с началом сезона 2010/2011.
В 2010 году членом IFF стала Литва. С целью усиления влияния флорбола в мире IFF обновила свою стратегию и начала продвижение слогана «One World — One Ball» (Один мир — один мяч).
В 2011 году IFF отмечала своё 25-летие, и этот праздник был украшен 8 июля официальным полным признанием со стороны МОК. IFF получила также ассоциативное членство в International Master Games Assocition и подписала Брайтонскую декларацию о равенстве полов в спорте. IFF организовала новый клубный международный турнир — Кубок Чемпионов, розыгрыш которого состоялся в октябре в Чехии. Соответственно была изменена схема розыгрыша Еврофлорбол-кубка. В состав федерации вошли Филиппины и Ямайка, увеличив число членов до 54.
3 ноября 2012 года в состав федерации вошла вторая африканская страна — Мозамбик.
27 мая 2013 года Международная федерация флорбола стала членом Международной ассоциации всемирных игр.
1 сентября 2013 года в состав федерации вошла ещё одна африканская страна — ЮАР.
1 марта 2022 года IFF исключила из своего состава флорбольные федерации России и Беларуси «на неопределённый срок».